# Скиф (фильм, 2018)
«Скиф» — российский кинофильм-фэнтези режиссёра Рустама Мосафира.
Премьера фильма в России состоялась 18 января 2018 года.

## Сюжет
Действие фильма разворачивается на рубеже исторических эпох на территории Тьмутараканского княжества. В придорожной харчевне начинается побоище, среди участников которого ловкостью и удалью выделяется молодой татуированный скиф Куница. В другой сцене князь Олег со свитой получает свиток о получении в удел Черниговского княжества, но тут неведомые воины совершают нападение на него. Из воинов князя выделяется боярин Лютобор, который получает известие о начавшихся родах своей жены. Князь дарит боярину свой меч и Лютобор демонстрирует мастерство фехтования. 
Здесь вспыхивает конфликт боярина со Степняком из свиты Олега. Князь разрешает совершить поединок без меча «по-степному». Лютобор побеждает. Ночью на дом боярина нападают злоумышленники, среди которых оказывается скиф Куница. До этого времени они прятались под личинами бродячих скоморохов. Целью нападавших оказывается недавно рожденный ребенок Лютобора. Чтобы вернуть ребенка, боярин должен убить князя. Лютобор честно докладывает Олегу, но тот симулирует отравление и указывает на боярина. Степняк находит яд у Лютобора и тот оказывается в темнице. Князь тайно освобождает боярина и просит найти тех, кто заказал его смерть. Заодно Лютобор получает возможность разыскать своего похищенного сына с женой. Помочь ему должен пленник Куница, который приносит клятву перед лицом идола Перуна. 
По следам боярина идет Степняк. С помощью Куницы Лютобор расправляется с преследователями, однако затем герои попадают в плен к «лесному народу», который чтит Велеса. Дикое племя пытается принести пленников в жертву, опустив их в яму со страшным человекоподобным монстром. Лютобор пьет «зелье», которым «лесной народ» поил монстра, и обретает нечеловеческую силу. Боярин со свирепой яростью разрывает путы и перебивает голыми руками всё племя, включая монстра. Куница называет произошедшее «великим даром оборачиваться в зверя». Лютобор кается, сожалеет об убитых и клянется больше не пить зелья. Однако Куница говорит, что зверь в человеке может проснуться и без зелья. 
Путники попадают в становище скифов, где Лютобор видит свою жену. У местного жреца он выясняет, что скифы выполняют волю стороннего человека. Куница хочет занять достойное место в своем племени и бросает вызов самому вожаку Яру, но проигрывает бой и гибнет. Жрец объявляет случившееся волей Ареса. Тогда Яру бросает вызов Лютобор и, пробудив в себе зверя, побеждает. Теперь боярин становится вожаком скифов, но он тяготится нового звания. Лютобор лишь хочет вернуть жену и узнать имя своего врага. Жрец выводит боярина на заказчика — им оказывается сын Олега. Лютобор хочет примирить скифов и князя Олега, но тот приказывает союзным степнякам перестрелять тех из луков. В Лютоборе просыпается зверь.

## В ролях
| Актёр               | Роль                        |
| ------------------- | --------------------------- |
| Алексей Фаддеев     | Лютобор                     |
| Виталий Кравченко   | Яр                          |
| Александр Кузнецов  | Куница                      |
| Александр Пацевич   | Всеслав                     |
| Юрий Цурило         | Олег, князь Тьмутараканский |
| Андрей Пермяков     | Волк Ареса                  |
| Василиса Измайлова  | Татьяна                     |
| Алексей Овсянников  | Лучезар                     |
| Фёдор Рощин         |                             |
| Рустам Мосафир      | Кумай                       |
| Виктор Соловьёв     | Анагаст                     |
| Сайдо Курбанов      | Гончак                      |
| Елена Соломина      | повитуха                    |
| Алексей Ингелевич   | жрец Берендеев              |
| Борис Зверев        | Берендей                    |
| Олег Руденко-Травин | страж Перуна                |
| Александр Самойлов  | Троян                       |
| Сергей Цепов        | купец Гойко                 |
| Андрей Фомин        | Пров                        |
| Вячеслав Юровских   | Скиф                        |
| Михаил Гагарин      |                             |

## Съёмочная группа
- Авторы сценария: Вадим Голованов и Рустам Мосафир
- Режиссёр-постановщик: Рустам Мосафир
- Оператор-постановщик: Дмитрий Карначик
- Художник-постановщики: Сергей Февралёв и Александр Харин
- Композитор: POTIR
- Художники по костюмам: Надежда Васильева, Ольга Михайлова
- Художник по гриму: Людмила Дьякова
- Пластический грим: Алексей Ивченко, Александр Слепухин
- Режиссёр монтажа: Андрей Назаров
- Кастинг-директора́: Екатерина Дюкова, Ольга Межова
- Звукорежиссёр: Нелли Иванова
- Саунд-дизайн: Александр Копейкин
- Супервайзеры визуальных эффектов: Борис Луцюк, Андрей Емельянов
- Второй оператор: Александр Козленко
- Оператор второй группы: Дмитрий Кобец
- Оператор steadicam: Игорь Вотинцев
- Боевая хореография: Фёдор Старых
- Исполнительный продюсер: Андрей Рыданов
- Продюсер: Сергей Сельянов